# Polyphaenis sericina
Polyphaenis sericina är en fjärilsart som beskrevs av Eugen Johann Christoph Esper 1790. Polyphaenis sericina ingår i släktet Polyphaenis och familjen nattflyn. Inga underarter finns listade i Catalogue of Life.